# Úrsula Ruiz
Úrsula Ruiz Pérez (Lorca, 11 agosto 1983) è una pesista spagnola.

## Palmarès
| Anno | Manifestazione             | Sede         | Evento         | Risultato | Prestazione | Note                                     |
| ---- | -------------------------- | ------------ | -------------- | --------- | ----------- | ---------------------------------------- |
| 2002 | Mondiali juniores          | Kingston     | Getto del peso | 10ª       | 14,96 m     |                                          |
| 2003 | Europei under 23           | Bydgoszcz    | Getto del peso | 10ª       | 15,44 m     |                                          |
| 2005 | Europei under 23           | Erfurt       | Getto del peso | 12ª       | 14,89 m     |                                          |
| 2009 | Universiadi                | Belgrado     | Getto del peso | 6ª        | 16,07 m     |                                          |
| 2010 | Campionati ibero-americani | San Fernando | Getto del peso | Bronzo    | 16,97 m     |                                          |
| 2010 | Europei                    | Barcellona   | Getto del peso | 15ª (q)   | 16,79 m     |                                          |
| 2011 | Universiadi                | Shenzhen     | Getto del peso | 6ª        | 17,02 m     |                                          |
| 2012 | Mondiali indoor            | Istanbul     | Getto del peso | 14ª (q)   | 16,43 m     |                                          |
| 2012 | Europei                    | Helsinki     | Getto del peso | 13ª (q)   | 16,39 m     |                                          |
| 2012 | Giochi olimpici            | Londra       | Getto del peso | 16ª (q)   | 17,99 m     |                                          |
| 2013 | Europei indoor             | Göteborg     | Getto del peso | 7ª        | 17,22 m     |                                          |
| 2013 | Mondiali                   | Mosca        | Getto del peso | 23ª (q)   | 17,14 m     |                                          |
| 2014 | Mondiali indoor            | Sopot        | Getto del peso | 12ª (q)   | 17,16 m     |                                          |
| 2014 | Europei                    | Zurigo       | Getto del peso | 14ª (q)   | 15,79 m     |                                          |
| 2015 | Europei indoor             | Praga        | Getto del peso | 8ª        | 16,07 m     |                                          |
| 2015 | Mondiali                   | Pechino      | Getto del peso | 23ª (q)   | 16,36 m     |                                          |
| 2016 | Europei                    | Amsterdam    | Getto del peso | 10ª       | 17,14 m     | Miglior prestazione personale stagionale |
| 2017 | Europei indoor             | Belgrado     | Getto del peso | 17ª (q)   | 16,15 m     |                                          |
| 2017 | Mondiali                   | Londra       | Getto del peso | 28ª (q)   | 16,20 m     |                                          |
| 2018 | Europei                    | Berlino      | Getto del peso | 13ª (q)   | 17,06 m     | Miglior prestazione personale stagionale |
| 2019 | Europei indoor             | Glasgow      | Getto del peso | 17ª (q)   | 16,41 m     |                                          |